# アレクサンダー・フォン・デア・グレーベン
アレクサンダー・フォン・デア・グレーベン（Alexander Von der Groeben、 1955年10月5日 - ）は、旧西ドイツの柔道選手。ノルトライン＝ヴェストファーレン州出身。階級は95kg超級。身長198cm。体重95kg。

## 人物
1981年のヨーロッパ選手権95kg超級で3位になった。1982年の世界学生95kg超級と無差別でそれぞれ3位となった。1984年のヨーロッパ選手権では優勝するが、ロサンゼルスオリンピックでは9位に終わった。1985年のヨーロッパ選手権では95kg超級で2位、無差別では優勝を飾った。1988年のヨーロッパ選手権では2位だったが、ソウルオリンピックでは初戦で敗れた。1989年の世界選手権では無差別で銅メダルを獲得した。

## 主な戦績
- 1981年 - ドイツ国際　優勝
- 1981年 - ヨーロッパ選手権　3位
- 1982年 - フランス国際　3位
- 1982年 - イギリス国際　優勝
- 1982年 - 世界学生　95kg超級　3位　無差別　3位
- 1983年 - ドイツ国際　2位
- 1983年 - オランダ国際　優勝
- 1983年 - ヨーロッパ選手権　3位
- 1984年 - ハンガリー国際　95kg超級　3位　無差別　優勝
- 1984年 - ドイツ国際　優勝
- 1984年 - ヨーロッパ選手権　優勝
- 1985年 - フランス国際　3位
- 1985年 - ドイツ国際　優勝
- 1985年 - ヨーロッパ選手権　95kg超級　2位　無差別　優勝
- 1986年 - フランス国際　2位
- 1986年 - オランダ国際　優勝
- 1986年 - 嘉納杯　3位
- 1987年 - フランス国際　2位
- 1987年 - ドイツ国際　2位
- 1987年 - ヨーロッパ選手権　3位
- 1988年 - フランス国際　2位
- 1988年 - ドイツ国際　優勝
- 1988年 - ヨーロッパ選手権　2位
- 1988年 - ポーランド国際　優勝
- 1988年 - アメリカ国際　95kg超級　3位　無差別　優勝
- 1989年 - 世界選手権　無差別　3位
- 1990年 - ヨーロッパ選手権　無差別　3位